# حارس القدس (مسلسل)
حارس القدس، مسلسل تلفزيوني سوري من ثلاثين حلقة يحكي سيرة المطران هيلاريون كابوتشي من إنتاج المؤسسة العامة للإنتاج التلفزيوني والإذاعي، وإخراج باسل الخطيب، عن نص الكاتب حسن م يوسف، وبطولة الممثل السوري رشيد عساف بينما أدى دوره في مرحلة الشباب الممثل إيهاب شعبان وفي مرحلة الطفولة الممثل الصغير ربيع جان، عُرض لأول مرة في شهر رمضان سنة 2020 
يذكر أن العمل قدّم بنسختين، تلفزيونية، وأخرى سينمائية بسيناريوهين منفصلين، يلتقيان في بعض المشاهد، وترجم الفيلم إلى عدة لغاتٍ عالمية، تمهيداً لمشاركته في عدة مهرجانات حول العالم.

## القصة
يندرج المسلسل ضمن إطار السيرة الذاتية، ويعتبر أول عمل درامي يتناول شخصية رجل دين مسيحي على مستوى سوريا والوطن العربي، هو المطران هيلاريون كبوجي (تولد حلب 1922-2017)، والذي أصبح مطراناً لكنيسة الروم الكاثوليك في القدس سنة 1965، وجيّر مكانته الدينية لصالح خدمة القضية الفلسطينية، وخلال الحرب على سوريا قام المطران بدور فعال بنقل وجهة النظر الرسمية عما يجري، وقدم الكثير من الدعم والمساعدات للجرحى والمتضررين.
وقال الكاتب حسن.م. يوسف إنه استغرق أكثر من عام في كتابة السيناريو، ووضع قلبه في خدمة هذه الشخصية، التي وصفها بــ «المستنيرة»، الجدير بالذكر أن الأب الياس زحلاوي قدّم «الاستشارة التاريخية والدينية» لصنّاع المشروع.
وبدأت فكرة مشروع مسلسل وفيلم «حارس القدس»، منذ اليوم التالي لوفاة المطران «إيلاريون كبوجي» مطلع العام 2017، وانطلقت التحضيرات له تحت إدارة ديانا جبور للمؤسسة العامة للإنتاج الإذاعي والتلفزيوني في سوريا، قبل أن يواجه المشروع صعوباتٍ كبيرة مع تغيّر إدارة المؤسسة، ليبصر النور أخيراً بعد 3 سنوات، وخلال مدة تصوير 120 يوماً، امتدت بين سبتمبر/أيلول 2019، ويناير/كانون ثاني 2020.

## طاقم العمل

### الممثلون
رشيد عساف، سامية الجزائري، صباح الجزائري،ربيع جان، أمل عرفة، بسام دكاك، إيهاب شعبان، ترف التقي، ليا مباردي، آمال سعد الدين، سليم صبري، نادين قدور، سوزانا الوز، ربا الحلبي، جيما دريوسي، جمال نصار، مالك محمد، عهد ديب، يحيى بيازي، أمير برازي، سالم بولس، وائل شريفي.